# Harmonice Musices Odhecaton
Para el conjunto de música renacentista, véase Odhecaton (grupo)

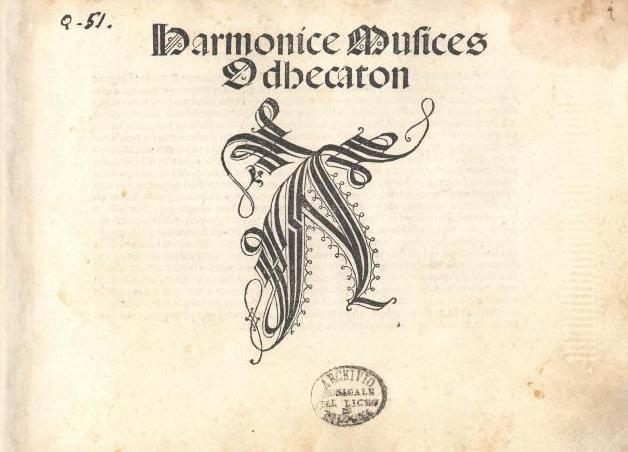
Frontispicio del Odhecaton A, conservado en el Museo Internacional de la Música y Biblioteca Musical de Bolonia, Italia

Harmonice Musices Odhecaton (o simplemente Odhecaton) es un libro de música renacentista publicado en 1501 en Venecia, por Ottaviano Petrucci. Es una colección de 96 canciones polifónicas profanas a tres o cuatro partes de compositores en su mayoría franco-flamencos, entre ellos Johannes Ockeghem, Josquin des Prez, Antoine Brumel, Antoine Busnois, Alexander Agricola y Jacob Obrecht.  
Fue el primer libro de música impreso de manera comercial, sin tener en cuenta experimentos previos, utilizando tipos móviles y tuvo una gran influencia en la publicación de obras musicales y en la diseminación del repertorio franco-flamenco. El editor Petrucci empleó el procedimiento de impresión triple, imprimiendo primero los pentagramas, luego los textos y finalmente las notas.
- Datos: Q2714295